# Паула Ерміда
Паула Ерміда (ісп. Paula Hermida; нар. 24 жовтня 1977) — колишня іспанська тенісистка.
Найвищу одиночну позицію світового рейтингу — 148 місце досягла 13 травня 1996, парну — 230 місце — 24 липня 1995 року.
Здобула 10 одиночних та 5 парних титулів туру ITF.
Завершила кар'єру 2001 року.

## Фінали ITF

### Одиночний розряд (10–6)
| Турніри $100,000 |
| Турніри $75,000  |
| Турніри $50,000  |
| Турніри $25,000  |
| Турніри $10,000  |

| Результат | Ранг | Дата            | Турнір                          | Покриття   | Суперниця                  | Рахунок          |
| --------- | ---- | --------------- | ------------------------------- | ---------- | -------------------------- | ---------------- |
| Перемога  | 1.   | 24 січня 1994   | Понтеведра, Іспанія             | Килим      | Германа ді Натале          | 7–6, 3–6, 6–2    |
| Поразка   | 2.   | 31 липня 1994   | Ла-Корунья, Іспанія             | Ґрунт      | Анна Кремер                | 5–7, 1–6         |
| Перемога  | 3.   | 23 січня 1995   | Pontevedra Іспанія              | Тверде     | Ольга Барабанщикова        | 6–1, 6–7(5), 6–4 |
| Перемога  | 4.   | 13 лютого 1995  | Фару, Португалія                | Тверде     | Амелі Кокто                | 7–5, 6–3         |
| Перемога  | 5.   | 20 лютого 1995  | Carvoeiro, Португалія           | Тверде     | Ваніна Казанова            | 6–1, 6–3         |
| Перемога  | 6.   | 4 вересня 1995  | Касерес (Іспанія), Іспанія      | Ґрунт      | Алісія Ортуньйо            | 6–3, 6–2         |
| Поразка   | 7.   | 3 грудня 1995   | Лімож, Франція                  | Тверде (i) | Елена Пампулова            | 5–7, 3–6         |
| Поразка   | 8.   | 14 квітня 1997  | Елваш, Португалія               | Тверде     | Алісія Ортуньйо            | 4–6, 3–6         |
| DNP       | Н/Д  | 4 травня 1997   | Олівейра-де-Аземейш, Португалія | Ґрунт      | Алісія Ортуньйо            | Н/Д              |
| Перемога  | 9.   | 9 лютого 1998   | Фару, Португалія                | Тверде     | Софія Празеріс             | 6–4, 6–4         |
| Перемога  | 10.  | 30 березня 1998 | Понтеведра, Іспанія             | Тверде     | Марія Гезненге             | 6–1, 6–2         |
| Перемога  | 11.  | 18 травня 1998  | Аземейш, Португалія             | Тверде     | Ірина Селютіна             | 6–1, 6–1         |
| Поразка   | 12.  | 24 травня 1999  | Гімарайнш, Португалія           | Тверде     | Ципора Обзилер             | 0–6, 4–6         |
| Перемога  | 13.  | 22 серпня 1999  | Альгеро, Італія                 | Ґрунт      | Флавія Пеннетта            | 6–4, 6–4         |
| Перемога  | 14.  | 4 жовтня 1999   | Віла-ду-Конде, Португалія       | Тверде     | Станіслава Грозенська      | 6–2, 6–2         |
| Поразка   | 15.  | 17 жовтня 1999  | Велін, Велика Британія          | Тверде (i) | Лоранс Андретто            | 0–6, 3–6         |
| Поразка   | 16.  | 23 липня 2000   | Вальядолід, Іспанія             | Тверде     | Марія Хосе Мартінес Санчес | 4–6, 2–6         |

### Парний розряд (5–4)
| Результат | Ранг | Дата            | Турнір                          | Покриття | Партнерка           | Суперниці                              | Рахунок       |
| --------- | ---- | --------------- | ------------------------------- | -------- | ------------------- | -------------------------------------- | ------------- |
| Поразка   | 1.   | 31 липня 1994   | Ла-Корунья, Іспанія             | Ґрунт    | Sandra de Rafael    | Олів'я де Камаре Селіма Сфар           | 6–4, 2–6, 3–6 |
| Поразка   | 2.   | 16 січня 1995   | Оренсе, Іспанія                 | Тверде   | Ольга Барабанщикова | Стефані Ґомпертс Генріетте ван Алдерен | 5–7, 1–6      |
| Перемога  | 3.   | 23 січня 1995   | Понтеведра, Іспанія             | Тверде   | Ольга Барабанщикова | Катя Альтілія Стефані Контант          | 6–3, 6–3      |
| Поразка   | 4.   | 20 лютого 1995  | Carvoeiro, Португалія           | Тверде   | Катя Альтілія       | Рената Кохта Мартіна Павлік            | 5–7, 4–6      |
| Перемога  | 5.   | 18 лютого 1996  | Калі (місто), Колумбія          | Ґрунт    | Ева Бес             | Міріам Д'Агостіні Ларісса Шерер        | 6–3, 2–6, 6–3 |
| Перемога  | 6.   | 4 травня 1997   | Олівейра-де-Аземейш, Португалія | Ґрунт    | Анета Сукап         | Ширі Бурштейн Лімор Габай              | 6–0, 6–4      |
| Перемога  | 7.   | 14 вересня 1997 | Мадрид, Іспанія                 | Ґрунт    | Патрісія Азнар      | Марта Кано Гала Леон Гарсія            | 5–7, 6–3, 6–3 |
| Перемога  | 8.   | 1990            | Гімарайнш, Португалія           | Тверде   | Маріна Ескобар      | Бруна Колозіу Крістіна Коррея          | 7–6, 6–4      |
| Поразка   | 9.   | 10 травня 1998  | Елваш, Португалія               | Тверде   | Маріна Ескобар      | Роса Марія Андрес Родрігес Деббі Гак   | W/O           |